# 登沙河
登沙河，位于中华人民共和国辽宁省大连市的一条河流，发源于普兰店区太平街道二龙山国家森林公园，向南流经矿洞社区、唐房社区、金州区华家街道新石村、牟家村、杨家店村、登沙河街道阿尔滨社区、白家社区等地后，于段家社区以南注入黄海。河流全长26千米，流域面积229平方千米，河道平均比降2.42‰，年均径流量0.51亿立方米。